# Fantasy Records : série FT 500
Fantasy Records : série FT 500 est une nomenclature de références discographiques numérotée de disques LP 33™ édités par Fantasy Records et destinés à l'exportation vers le Royaume-Uni (UK).

## La sérieFantasy Records: série FT 500
Cette nouvelle série de pressages est destinée à faire connaitre et à exporter des artistes Fantasy dans les pays anglophones. Elle a été utilisée entre 1973 et 1980. Les disques du début de la série sont des rééditions parues après la première sortie aux USA, puis dès 1973 on assistera à des sorties simultanées.
Tous les albums de cette série figurent dans leur pressage d'origine dans les Séries F-8300 et F-9000.

## Catalogue discographique paru sous ce label

### Année 1973: Disques LP 33™ (ou 12")
- FT 501 : Creedence Clearwater Revival - Creedance Gold
- FT 502 : Creedence Clearwater Revival - Cosmo's Factory
- FT 503 : Creedence Clearwater Revival - Willy And The Poor Boys
- FT 504 : Creedence Clearwater Revival - Green River (Voir F-8393)
- FT 505 : Creedence Clearwater Revival - Mardi Gras
- FT 506 : Creedence Clearwater Revival - Creedence Clearwater Revival (Voir F-8382)
- FT 507 : John Fogerty - John Fogerty
- FT 508 : Creedence Clearwater Revival - Pendulum
- FT 509 : Woody Herman - The Raven Speaks
- FT 510 : Sandra Rhodes - Where's Your Love Been
- FT 511 : Blue Ridge Rangers - Blue Ridge Rangers
- FT 512 : Creedence Clearwater Revival - More Creedence Gold
- FT 514 : Merl Saunders - Fire Up
- FT 515 : Frank White – "Nice To Be On Your Show"
- FT 516 : Ed Bogas & Ray Shanklin - Heavy Traffic (Soundtrack) (Voir F-9436)
- FT 517 : Julian Cannonball Adderley - Inside Straight (Voir F-9435)
- FT 518 : Redwing - Take Me Home (Voir F-9439)

### Année 1974: Disques LP 33™ (ou 12")
- FT 519 :
- FT 520 : Creedence Clearwater Revival - Live In Europe
- FT 521 : Woody Herman - Thundering Herd
- FT 522 : The Blackbyrds - Flying Start
- FT 523 : Creedence Clearwater Revival - Chronicle

### Année 1975: Disques LP 33™ (ou 12")
- FT 524 : Betty Everett - Happy Endings
- FT 525 : Duke Ellington Orchestra - The Continuum
- FT 526 : John Fogerty - John Fogerty
- FT 527 : Tony Bennett / Bill Evans - The Tony Bennett Bill Evans Album

### Année 1976: Disques LP 33™ (ou 12")
- FT 528 : Creedence Clearwater Revival - Chronicle : The 20 Greatest Hits (I)
- FT 529 : Country Joe Mcdonald - Goodbye Blues
- FT 530 : Creedence Clearwater Revival Featuring John Fogerty – "Chronicle - 20 Greatest Hits (II)"
- FT 531 : David Bromberg - David Bromberg
- FT 532 : David Bromberg - How Late'll Ya Play 'Til?  (Vol. 1 : Live)
- FT 533 :

### Année 1977: Disques LP 33™ (ou 12")
- FT 534 : The Blackbyrds - Action
- FT 535 : Stanley Turrentine - Nightwings
- FT 536 : David Bromberg - Reckless Abandon
- FT 537 : Toni Brown & Terry Garthwaite - The Joy
- FT 538 : Sylvester - Sylvester
- FT 539 : Country Joe Mcdonald - Rock And Roll Music From The Planet Earth
- FT 540 : Hoodoo Rhythm Devils - All Kidding Aside

### Année 1978: Disques LP 33™ (ou 12")
- FT 541 : Various - Fantasy Dancin'
- FT 542 : The Originals - Another Time Another Place
- FT 543 : Pleasure - Get to the feeling
- FT 544 : Martha Reeves - "We meet again"
- FT 545 : Sweet Thunder - Sweet Thunder
- FT 546 : Phil Hurtt - Giving It Back
- FT 547 : Charlie Byrd - Byrd In The Hand
- FT 548 : David Bromberg Band - Bandit In A Bathing Suit
- FT 549 : Sylvester - Step II
- FT 550 : Clover - The Clover Chronicle: The Best of the Fantasy Years
- FT 551 : Stanley Turrentine - Disco Dancing
- FT 552 : Idris Muhammad - You Ain't No Friend Of Mine
- FT 553 : David Simmons - Hear Me Out
- FT 554 : Terry Garthwaite - Hand In Glove
- FT 555 : The Blackbyrds - Night Groove
- FT 556 :
- FT 557 : Paradise Express	 - Paradise Express
- FT 558 : Creedence Clearwater Revival - 20 Greatest Hits

### Année 1979: Disques LP 33™ (ou 12")
- FT 559 : Philly Cream - Philly
- FT 560 : Slick - Space Bass
- FT 561 : Phil Hurtt - PH Factor
- FT 562 : Idris Muhammed - Foxhuntin
- FT 563 : Compilation - An Anthology Of West Coast Blues
- FT 564 : Fat Larry's Band - Bright City Lights (The Best Of Fat Larry's Band Plus)
- FT 565 : Country Joe Mcdonald - Leisure Suite

### Année 1980: Disques LP 33™ (ou 12")
- FT 566 : Two Tons  - Two Tons O' Fun
- FT 567 :
- FT 568 :
- FT 569 :
- FT 570 :
- FT 571 : Bread & Roses – "Festival Of Acoustic Music (Volume I)"
- FT 572 : Bread & Roses – "Festival Of Acoustic Music (Volume II)"
- FT 573 : Sylvester - Living Proof